# SDW Posen
Il SDW Posen è stata una squadra di calcio tedesca, con sede a Poznań.

## Storia
La squadra venne fondata come Betriebssportgemeinschaft der Deutschen Waffen- und Munitionsfabriken Posen, meglio conosciuta come BSG DWM Posen, nel 1940 quando la città di Poznań venne annessa alla Germania all'inizio della seconda guerra mondiale e, l'anno seguente, iscritta nella Gauliga Wartheland. Nella stagione 1942-1943, grazie alla vittoria della propria gauliga, la squadra accede alla fase nazionale del campionato tedesco, da cui vengono eliminati al primo turno dal SGO Warschau, club del Governatorato Generale.
Dalla stagione 1943-1944 la squadra assume il nome di SDW Posen e con la nuova denominazione la squadra riesce nuovamente ad accedere alla fase nazionale del campionato tedesco, venendo nuovamente eliminata al primo turno, questa volta dagli slesiani del STC Hirschberg. Nel 1943 partecipa anche alla Tschammerpokal, venendo eliminata al primo turno dai prussiani del VfB Königsberg.
Nel 1945, al termine del conflitto mondiale, la città di Poznań tornò alla Polonia e la squadra non venne più ricostituita.